# ビッチ・マグネット
ビッチ・マグネット(Bitch Magnet)は、アメリカのポスト・ハードコアバンド。1986年、当時オハイオ州にあるオーバリン大学の学生だったメンバーによって結成され、後にノースカロライナ州に拠点を移す。1988年にEP『Star Booty』でデビュー。1989年に1stアルバム『Umber』、翌1990年に2ndアルバム『Ben Hur』をリリースし解散。フロントマンのスーヤン・パークは後にシームを結成した。
2011年3月に再結成することを発表。11月にソウルと東京、ヨーロッパでツアーを行い、オール・トゥモローズ・パーティーズにも出演した。12月にはそれまでリリースした音源と未発表音源を3枚組にまとめたコンピレーション・アルバム、『Bitch Magnet』をリリースした。

## 作品

### スタジオアルバム
- Umber （1989年）
- Ben Hur （1990年）

### コンピレーション・アルバム
- Endangered Species （1991年）
- Bitch Magnet （2011年）

### EP、シングル
- Star Booty EP（1988年）
- "Valmead" b/w "Pea" （1990年、split with Codeine）
- "Mesentery" & "Motor" b/w "Big Pining (alternate version)" （1990年）
- "Sadie" b/w "Where Eagles Fly" （1990年）
- "Sadie" b/w "Ducks and Drakes (live)" （1991年）